# Peteroma discopalina
Peteroma discopalina är en fjärilsart som beskrevs av Walker 1858. Peteroma discopalina ingår i släktet Peteroma och familjen nattflyn. Inga underarter finns listade i Catalogue of Life.